# 참발강

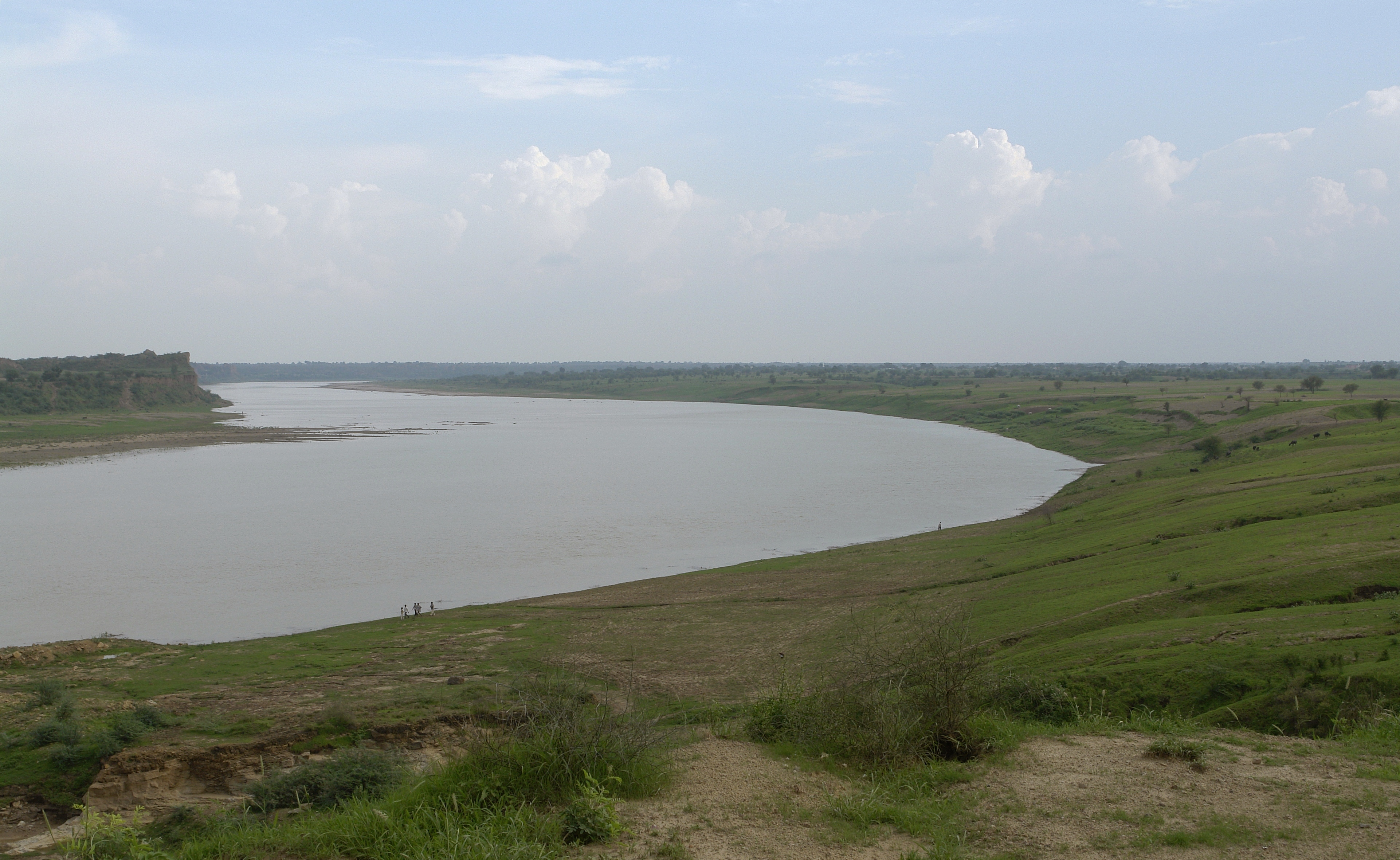
참발강

참발강(Chambal River)은 인도 중서부를 흐르는 강이다. 길이는 1,040 km이고,  인도르 부근의 빈드야산맥에서 발원하여 북동쪽으로 흐른 다음 자무나강과 합류한다. 라자스탄주와 마디아프라데시주의 경계를 이루며 우기에는 종종 홍수를 일으킨다. 지류에는 바나스, 파르바티, 신드, 칼리, 시프라강 등이 있다.